# NGC 3710
NGC 3710 ist eine elliptische Galaxie mit aktivem Galaxienkern vom Hubble-Typ E2 im Sternbild Löwe an der Ekliptik. Sie ist schätzungsweise 288 Mio. Lichtjahre von der Milchstraße entfernt und hat einen Durchmesser von etwa 85.000 Lj.
Das Objekt wurde am 10. April 1785 von Wilhelm Herschel entdeckt.